# Maryniana
Maryniana (łac. Egnatia Mariniana) (ur. przed 200, zm. przed 253) – małżonka cesarza rzymskiego Waleriana I i matka Galiena.

## Pochodzenie
Jako małżonka stosunkowo długoletniego władcy została zupełnie przemilczana przez starożytnych autorów i zapewne dlatego postać jej wciąż otacza sporo niejasności. Dawniej powątpiewano nawet, czy była małżonką Waleriana, czy tylko pochodziła z jego rodziny. Nowsze ustalenia dowodzą, że pochodziła z arystokratycznego rodu italskiego Egnacjuszów (Egnatii), być może o samnickim rodowodzie.
Wcześniej przyjmowano, iż ojcem jej był Egnatius Victor Marinianus – legat Arabii Petraea i Mezji Górnej; jednakże według nowszych ustaleń miałaby być córką 
konsula dodatkowego (suffectus) Lucjusza Egnatiusa Victora, a tym samym – siostrą poprzedniego.

## Postać

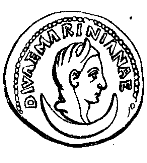

Znana przede wszystkim z monet emitowanych w jej imieniu. Niektórzy przypuszczają, że była drugą żoną Waleriana. Za pewne uznaje się jedynie, iż była matką Galiena urodzonego ok. 213 roku.
Pewne jest również, że zmarła przed ogłoszeniem Waleriana cesarzem. Wszystkie monety bite w jej imieniu, a pochodzące z najwcześniejszego okresu wspólnego panowania Waleriana i Galiena, są bowiem emisjami konsekracyjnymi: z portretową głową tradycyjnie okrytą welonem (capite velato) oraz z rewersową legendą CONSECRATIO i towarzyszącymi wyobrażeniami pawia (stojącego lub ulatującego) jako symbolu wieczności i pośmiertnego trwania. Do niedawna przyjmowano, że emisje te pochodzące wyłącznie z mennicy Rzym i zapoczątkowane w 253, nie wykraczają poza rok 257, jednakże nowsze badania rozciągają je aż po r. 260, czyli do przerwania rządów Waleriana. Rozciągłość datowania nie zmienia istoty faktu, iż jego małżonka została tylko deifikowana. Na jedynej poświęconej jej monecie prowincjonalnej – mezyjskiego Viminacium, datowanej lokalnie na rok XV, tj. 254 n.e. – Maryniana nosi już pośmiertne miano Diva.